# Товстолист яйцеподібний
Товстоли́ст яйцеподі́́бний, товстянка портулакова (як Crassula portulacea Lam.), товстянка яйцеподі́бна або красула яйцеподі́бна (Crassula ovata), відомий також як грошове дерево, нефритове дерево, дерево дружби — сукулентна рослина родини товстолистих з дрібними рожевими або білими квітами. Її батьківщина — Південна Африка і Мозамбік. Поширена кімнатна рослина.

## Опис
Вічнозелена рослина з товстими гілками і м'ясистим, гладеньким листям овальної (яйцеподібної) форми, яке росте попарно, кожна пара повернена на 90° відносно наступної. Листя має яскраво-зелене забарвлення, іноді — жовтувате з червоним обідком, що є наслідком перебування під яскравим сонячним промінням. Стебло — такого ж кольору, що й листя, але з віком стає коричневим і дерев'янистим.
Було виведено багато різновидів і сортів, один з яких, 'Hummel's Sunset', отримав нагороду Королівського Садівничого Товариства Royal Horticultural Society.

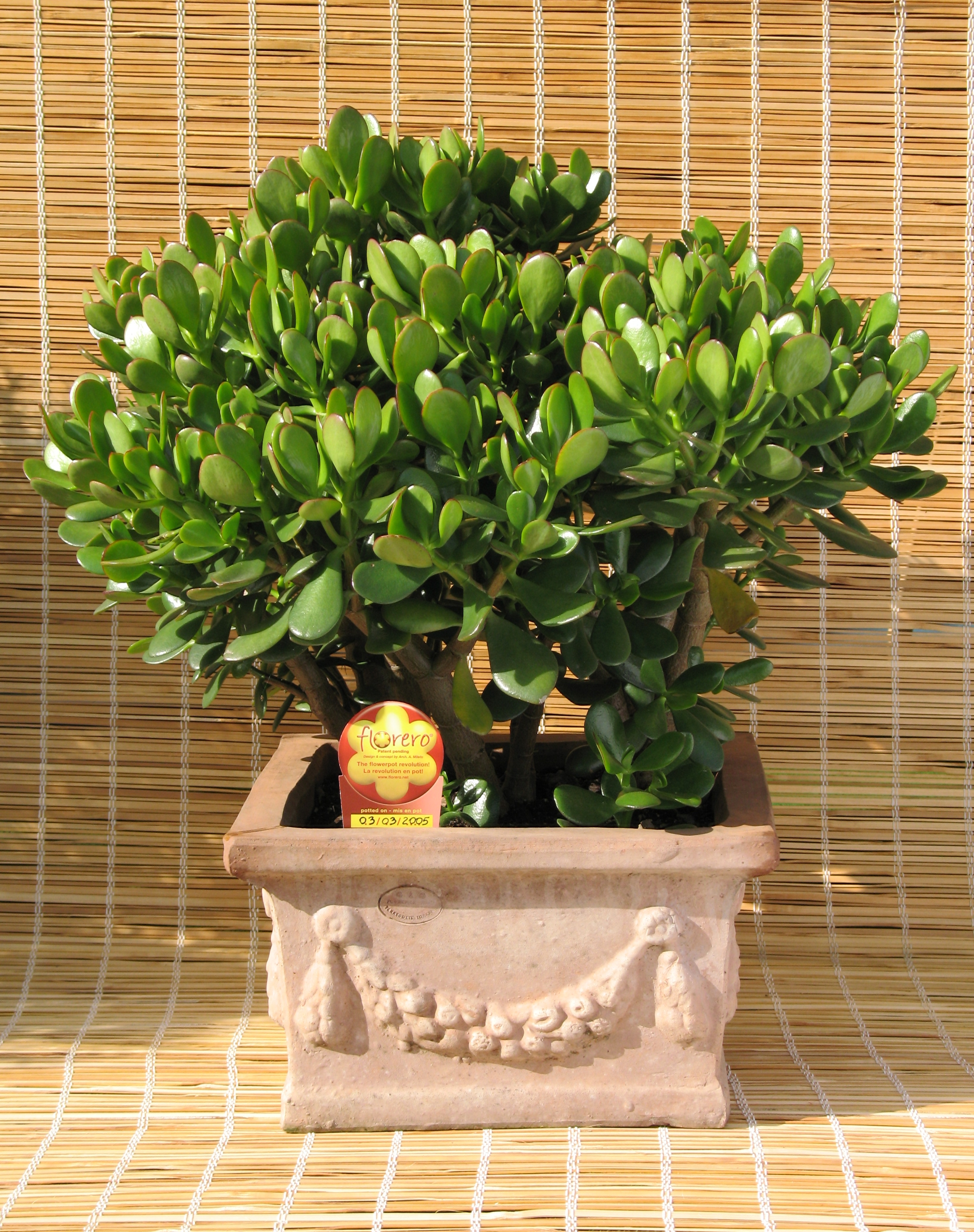
Красула яйцеподібна в глиняному контейнері (Італійська теракота)
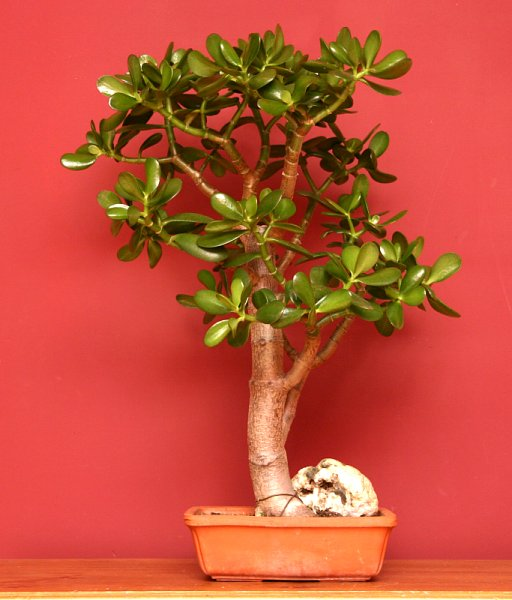
C. ovata  як кімнатний бонсай
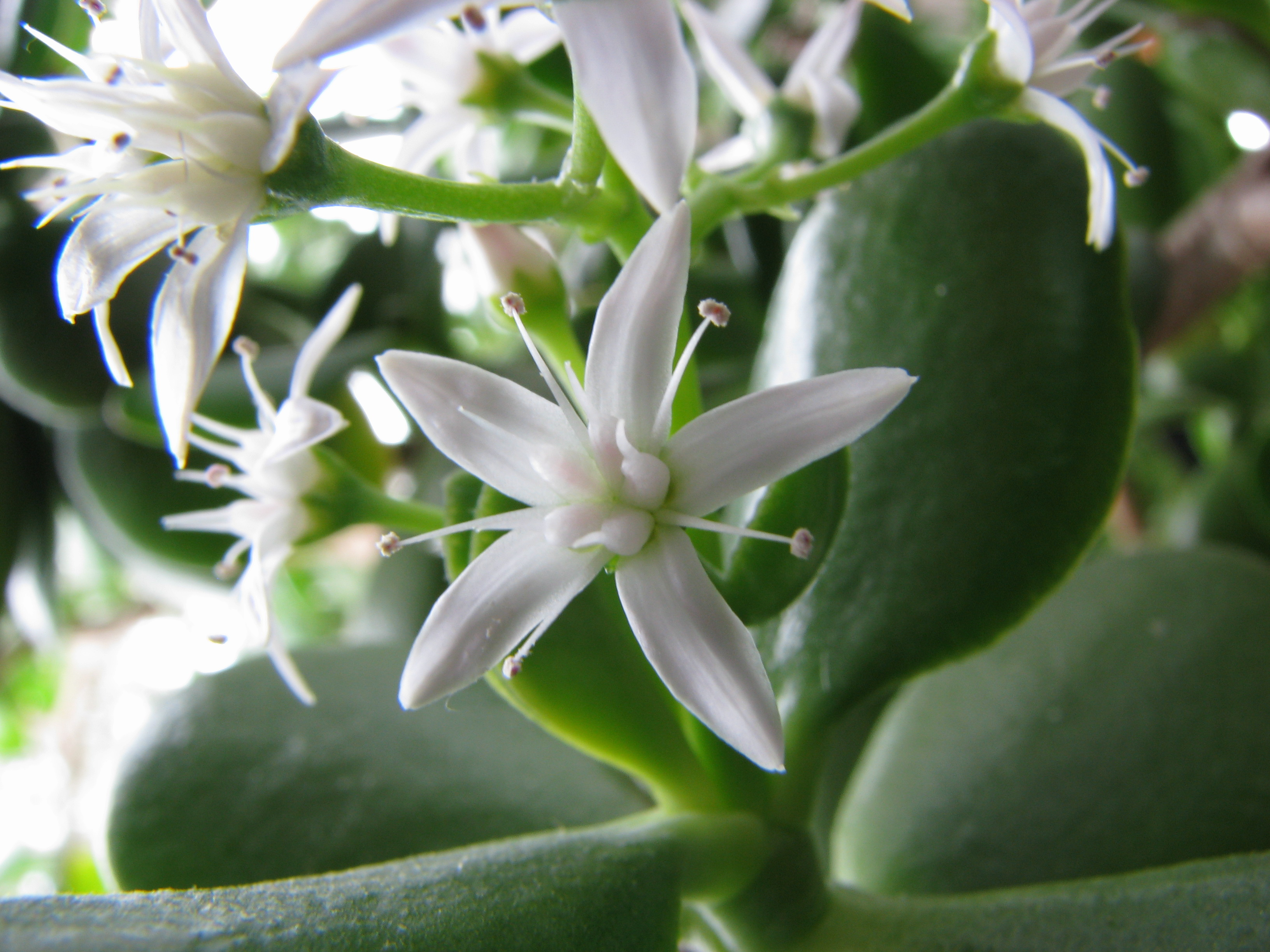
Квіти

## Поширення
Товстянка яйцеподібна розповсюджена від Мозамбіку до провінцій Східно-Капської і Квазулу-Наталь у Південній Африці.

## Вирощування
Як і всі сукуленти, товстянка яйцеподібна потребує гарного освітлення, помірного зволоження влітку і ще меншого — взимку. Нефритове деревце негативно реагує на перезволоження. Красула найкраще почувається в родючому ґрунті або субстраті для кактусів, з хорошим дренажем. Краї листя товстянки яйцеподібної можуть забарвитись у червонуватий відтінок під впливом прямих сонячних променів. Інколи зелений колір змінюється на жовтий. Причина цього — утворення пігменту каротиноїду, який захищає рослину від палючого сонця й ультрафіолетового випромінювання. Цвіте рослина взимку, у прохолодний, порівняно темний та сухий період.

## Розмноження
Красула відома легкістю вегетативного розмноження і перевкорінення (у випадку загнивання старої кореневої системи). В дикій природі рослина може самостійно скидати частини стебла або окремі листки, які, потрапляючи на землю, швидко укорінюються. Також повітряні корені можуть відростати безпосередньо на гілках рослини, під листовою пластиною.
Як і багато інших сукулентів, товстянка може розмножуватись за допомогою всього лише листової пластини. Типовий спосіб розмноження: листок або живець підсушують після зрізання щоб запобігти гниттю, а тоді залишають на поверхні субстрату чи трохи заглиблюють. Коріння починає рости приблизно через кілька тижнів. При розмноженні листом, на його основі з'являється мініатюрна рослинка (кілька міліметрів заввишки) з дрібними корінцями, яка в процесі розвитку отримує поживні речовини і воду зі старого листа, а потім відділяється від нього. Живець вкорінюється і продовжує ріст як самостійна рослина. На ріст коріння і розвиток нової рослини впливають такі чинники, як температура і вологість.

## Можливі проблеми
Надмірна кількість води (особливо, у поєднанні з низьким рівнем освітлення і температури) може призвести до гниття коренів.
Іноді красулу вражає борошнистий червець, звичний шкідник сукулентів, та попелиця.
Нестача світла призводить до витягування і деформації стебла та дрібнішання листової пластини. В такому випадку рослині потрібне підстригання, інакше слабкі тонкі гілки можуть ламатись під власною вагою, та посилення освітлення.
Жорстка вода може викликати появу білих крапинок на листі, які легко стираються. Вони утворюються з мінеральних солей, що виводяться на поверхню листка через гідатоди в процесі гутації (виділення рідини і зайвих мінеральних речовин).
Попри це, красула — одна з найменш вибагливих і найвитриваліших кімнатних рослин. За належного догляду (хороше освітлення і помірний полив влітку, прохолодна й суха зимівля) красула може рости протягом десятиліть, досягаючи розміру 1-1,5 м, і цвісти навіть в кімнатних умовах.

## Бонсай
Красулу часто використовують для створення бонсай. Цього можна легко досягти, правильно підстригаючи й надаючи рослині бажаної форми з допомогою опор і гнучкого дроту. Вирощують таку рослину зазвичай у низькій широкій посудині, щоб стимулювати потовщення стовбура і обмежити ріст коріння. Вивчаючи мистецтво бонсай, багато квітникарів починають саме з красули, тому що вона — довговічна, витривала, швидко росте і добре піддається формуванню.

## Сорти

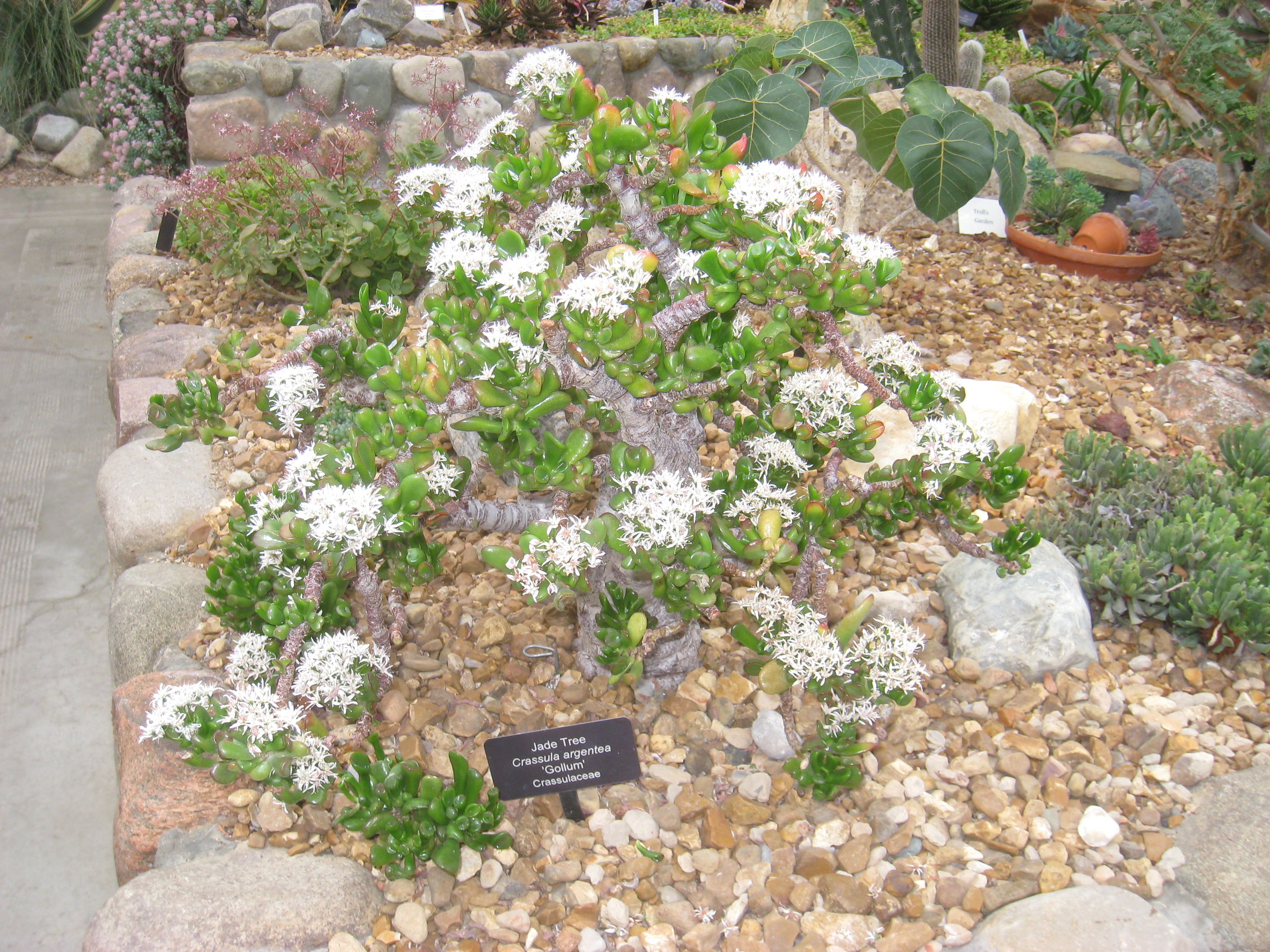
'Gollum'

- 'Monstruosa' (syn. 'Cristata', 'Gollum', 'Hobbit')[6][7]
- 'Tricolor'